# 耶維紹夫卡河畔赫魯紹瓦尼
耶維紹夫卡河畔赫魯紹瓦尼是捷克的城鎮，位於該國南部，距離茲諾伊莫26公里，由南摩拉維亞州負責管轄，面積25.32平方公里，海拔高度181米，2012年人口3,280。

## 外部連結
- Official website （页面存档备份，存于）

1. ↑  . Czech Statistical Office. 2020-04-30  [2021-04-15]. （原始内容存档于2020-06-04）.